# Ольшевский, Станислав Антонович
Станислав Антонович Ольшевский  (родился 6 января 1852 года в Варшаве, умер 15 июля 1898 года в Гиссене) — польский изобретатель, инженер, пионер в сварке, предприниматель и филантроп. Он наиболее известен как один из создателей метода дуговой сварки и контактной сварки. Иногда Ольшевского считают соавтором, хотя в действительности он был только совладельцем патентов) Архивная копия от 10 мая 2021 на Wayback Machine Он был очень известным человеком в довоенной Польше, но после Второй мировой войны он был полностью забыт на долгие годы в Польской Народной Республике.

## Биография
Станислав Ольшевский происходил из польской дворянской семьи с гербом Кошичеса и был сыном Антония и Камиллы, урожденной Старчевских. После окончания средней школы он поступил в Варшавскую главную школу, которая была закрыта в ноябре 1869 г. в связи с репрессиями в России после Январского восстания. Чтобы завершить учебу, Ольшевский переехал в Льеж, Бельгия, где окончил технический факультет местного университета . После получения диплома инженера-механика в августе 1875 года он вернулся в Варшаву и устроился на работу в Промышленное сообщество механических заводов акционерного общества «Лилпоп, Рау и Лёвенштейн».
Вскоре Ольшевский уехал в Петербург, где занял должность генерального представителя фабрики на всей территории Российской империи. Там он также служил генеральным секретарем трех российских синдикатов: вагонного, железнодорожного и железнодорожного вспомогательного оборудования, а также основал в этом городе собственное конструкторское бюро. Большую часть жизни он провел в Санкт-Петербурге. Он был богатым человеком и владел недвижимостью, расположенной в центре города.
Он также занимался благотворительной деятельностью, уделяя большое внимание обучению польской молодежи в области технических наук. Он был, среди прочего, один из спонсоров Польской гимназии в Цешине. Он умер 15 июля в Гиссене. Его тело перевезли в Польшу и после похорон, которые состоялись 21 июля 1898 года в костёле Преображения Господня на ул. Мёдова, он был похоронен на Повонзком кладбище в Варшаве на месте 50-1-15/16.

## Патент на способ дуговой сварки
В 1885 году вместе с русским инженером греческого происхождения Николаем Бенардосом он изобрел новый метод электросварки, который они назвали Электрогефест. Его название произошло от сочетания двух слов — «электричество» и имени греческого бога огня «Гефест».
Оба инженера также разработали все элементы, которые в настоящее время используются в процессе сварки, такие как оригинальный сварочный трансформатор, работающий от переменного тока, электрод, помещенный в держатель (неплавящийся, угольный), зажим заземления и кабели, соединяющие все это. Процесс основан на использовании явления электрической дуги и благодаря простоте использования стал популярным во всем мире. Несмотря на множество последующих нововведений, принципы работы и расположение отдельных элементов, используемых в процессе, остаются неизменными и по сей день.
Этот метод запатентован во многих странах Европы. Впервые это произошло 10 октября 1885 года во Франции, когда во всем мире зародилась современная сварка. В том же году изобретатели запатентовали свой метод в Бельгии, Великобритании, Германии и Швеции. Через год он был запатентован в России. А в 1887 году в Испании, США, Австро-Венгрии и Италии.
Чтобы использовать свое изобретение, эти инженеры также основали компанию под тем же названием, что и метод их авторства. Оба автора упоминаются в международных патентах как соавторы, владеющие 50 % преимуществ этого нововведения.

## Память
Несмотря на свои значительные достижения в мировом масштабе, об этом инженере в послевоенной Польше полностью забыли. Его имя не было упомянуто ни в «Польском биографическом словаре», ни в «Словаре польских пионеров технологий», ни даже в обширной «Энциклопедии открытий и изобретений», опубликованной в 1979 г. На западе, однако, Ольшевского часто представляют как русского, потому что в то время, когда он жил и работал, Польша находилась в условиях раздела, а сам изобретатель, проживая на территории раздела с Россией, имел российское гражданство.
Накануне 100-летия изобретения дуговой сварки секция сварки Союза польских механиков и инженеров приложила усилия, чтобы вернуть полякам память о личности и достижениях Станислава Ольшевского. В 1980-х годах он проводил научные исследования и поиск патентных документов по всему миру. Чтобы увековечить изобретателя, на расширенном заседании Главного совета сварочной секции SIMP, которое состоялось 15 ноября 1985 г., было принято решение чеканить памятную медаль с изображением Станислава Ольшевского по этому случаю. к 100-летию изобретения метода дуговой сварки. В сентябре 1987 года эта медаль была отчеканена Государственным монетным двором и с тех пор под названием Станислав Ольшевский и по сей день награждается в Польше за заслуги выдающихся сварщиков. На сегодняшний день ее получили более двухсот человек.
В 1985 г. в Лондоне прошла историческая сессия по случаю 100-летия изобретения дуговой сварки, на которой проф. Лешек Неканда-Трепка прочел лекцию о польском изобретателе под названием «Станислав Ольшевский как совладелец патентов, выданных Бенадосу и Ольшевски на процесс дуговой сварки». Статья вышла в печати. Организаторы также пригласили живых членов семьи инженера Ольшевского, в том числе его внучку Мэри Гранд.